# Bataille de Svensksund
Guerre russo-suédoise de 1788-1790
La bataille de Svensksund (finnois : Ruotsinsalmen toinen meritaistelu) est une bataille qui s'est déroulée dans le golfe de Finlande, entre les îles de Kotkansaari, de Mussalo et de Kuutsalo de la ville actuelle de Kotka, les 9 et 10 juillet 1790 au cours de la guerre russo-suédoise de 1788-1790.
La flotte suédoise y infligea à son homologue russe une grave défaite qui conduisit à la fin des hostilités.
C'est la plus importante bataille navale à avoir eu lieu dans la mer Baltique, avec plus de 300 navires et de 30 000 hommes engagés dans le combat, ainsi que l'une des plus importantes batailles navales de l'histoire en termes de navires impliqués.

## Contexte
La guerre entre la Russie et l'Empire ottoman et le départ d'une partie de la flotte russe de la mer Baltique pour la mer Noire a poussé le roi Gustave III de Suède à attaquer la Russie en 1788. C'est à la fois une diversion pour détourner l'opinion publique des problèmes intérieurs et une tentative pour reprendre les territoires finlandais perdus par la Suède à l'issue de la guerre des Chapeaux en 1743.
En 1788, Gustave III commence une campagne navale dans le golfe de Finlande en essayant d'exploiter la relative faiblesse des Russes. Son plan est d'attaquer Kronstadt et Saint-Pétersbourg mais l'armée suédoise est divisée par des luttes de factions et, en conséquence, il est contraint de compter quasi-uniquement sur sa marine, et notamment sa nouvelle flotte côtière de défense basée à Sveaborg.
La marine suédoise est constituée pour l'essentiel de canonnières spécialement conçues pour des opérations amphibies dans la mer Baltique mais la bataille de Hogland (en) (1788) se solde par un échec stratégique des Suédois. En 1789, les Russes reprennent l'initiative et les tensions politiques s'accroissent en Suède.

## Bataille
En 1790, une tentative d'assaut sur Vyborg échoue, et la flotte suédoise, prise au piège dans la baie, parvient à s'échapper le 3 juillet lors de la bataille de la baie de Vyborg, mais au prix de lourdes pertes. Après s'être réfugiés à Svensksund, le roi Gustave III et son second, le lieutenant-colonel Carl Olof Cronstedt, préparent la flotte à l'attaque russe attendue. Au matin du 9 juillet 1790, la bataille commence et, bien que les Russes aient la supériorité en terme numérique ainsi qu'en puissance de feu, les Suédois sont placés dans une forte position défensive en forme de L. Le premier jour, l'attaque russe est dispersée par le vent et la mer démontée et les Russes sont repoussés par un tir nourri de l'artillerie côtière et des navires suédois à l'ancre.
Les Suédois font alors avancer leurs canonnières sur le flanc gauche et une mésentente à la suite d'ordres mal compris pousse les canonnières russes à fuir. Les galères russes, privées de la protection des canonnières, sont coulées ou s'échouent et plusieurs navires de ligne, qui se sont mis à l'ancre pour éviter de sombrer à cause des conditions de navigation déplorables, sont abordés et incendiés ou capturés. Vers 16 heures, la flotte russe mise en pièces se retire mais est poursuivie jusqu'au crépuscule par les Suédois.
Le lendemain matin, la flotte suédoise continue la poursuite et complète son écrasante victoire. Les Russes ont perdu environ la moitié de leurs hommes (tués ou capturés) et 73 de leurs navires ont été coulés, incendiés ou capturés (dont leur navire-amiral, le Catarina) alors que les Suédois n'ont perdu que 5 navires et environ 300 hommes.

## Conséquences
Cette défaite pousse la Russie à négocier avec la Suède et les deux pays signent la paix de Värälä le 14 août 1790, par lequel ils se rendent leurs conquêtes mutuelles. Après la guerre, les Russes, ayant pris conscience de la vulnérabilité de leur système défensif en Finlande, débutent un programme massif de construction et de rénovation de fortifications sur la rive orientale de la Kymijoki, frontière entre les deux pays.

## Sources
- (en) Cet article est partiellement ou en totalité issu de l’article de Wikipédia en anglais intitulé « Battle of Svensksund » (voir la liste des auteurs).